# 君子道
《君子道》，又名《上海灘後傳》，是一部以電視劇《上海灘》為題材的電影，由香港電視廣播有限公司授權續寫的後傳故事。此電影由君子道若水執導及擔任編劇，黎明、高圓圓、程韋然、姚星彤、馬天宇、鄭柔美、陳觀泰、孟麗、范雨林、孫斌等演出，在中國大陸拍攝及製作，原定於2015年10月1日在中國大陸上映，但片方在電影上映前一天突然決定撤銷上映，暫時未有重新上映的日期。

## 情節介紹
電影《君子道》獲得香港電視廣播有限公司的授權，為1980年的電視劇《上海灘》編寫後續故事，劇情講述許文強走出百樂門舞廳後僥倖避開槍擊，繼續在上海灘打拼，成為當地的精神教父。1931年，日本人製造了九一八事變，身在法國的馮程程知悉事件後，返回北京參與抗日活動，卻被日本人暗中加害，促使許文強回到上海。1941年，日本人在偷襲珍珠港當天，侵佔了上海的公共租界，許文強更因此而受傷，而丁力卻為了金錢和名利，秘密與日本人接觸，從中獲取利益。昔日的手下們選擇離開丁力，鳳驍更乘機取代了丁力，成為上海灘的黑幫大亨。後來上海淪陷，眾人為了剷除日本人及漢奸，掀起了一連串驚心動魄的事件。最後，抗日爭勝利，許文強再次獨自離開上海。

## 主要角色
- 黎明－許文強，是一個有所為有所不為的上海灘精神教父。[5]
- 高圓圓－鳳驍，性格果斷敢言、具有野心，取代丁力成為上海灘黑幫大亨。
- 姚星彤－馮程程，是個出身名門的女子，為情所傷而遠赴海外，與許文強有一段刻骨銘心的愛情。
- 程韋然－銳燊，性格硬朗、幹練，殺人於無形，以機智、炫酷的動作周旋於人叢中。
- 馬天宇－小海，是個亦正亦邪的黑幫人物，為人果敢、無畏，使得許文強陣營如虎添翼。
- 范雨林－丁力，受出身和成長背景的影響，為人不擇手段、唯利是圖。
- 鄭柔美－文婉，是個江南淑女，其舉手投足與馮程程的高貴氣質有所區別。
- 孟麗－鳳睫，是個年輕漂亮的少女，以民族尊嚴作為基本價值觀。
- 陳觀泰－詳叔，為人老謀深算、智勇雙全，是幾乎所有驚險、重要事件的實際操控者。
- 孫斌－阿貴，是許文強、丁力的兄弟。

## 相關事件
2017年9月18日，《君子道》的導演姜某及三名員工，因被控尋釁滋事罪而在朝陽法院受審。控罪指他們四人因《君子道》的電影宣傳及金錢糾紛，對廣告公司的負責人及其家人進行攔截、毆打及恐嚇。